# Křížový vrch-Kalvárie
Křížový vrch-Kalvárie, dříve Lískový vrch, se nachází na okraji města Cvikova v okrese Česká Lípa a znám je hlavně pro křížovou cestu vedoucí na jeho vrchol. Je řazen do Cvikovské pahorkatiny podobně, jako jeho soused Zelený vrch. Kaple i sousoší Kalvárie na křížové cestě jsou chráněny jako kulturní památka České republiky.

## Základní údaje
Severovýchodním směrem od Cvikova se rozprostírá nevelké návrší, navazující na nedaleký, o dost vyšší Zelený vrch. Základ tvoří čedič, ve kterém se časem vytvářely různé útvary. Těžil se tu ještě po roce 1930 štěrk. Nejvyšším bodem návrší je Křížový vrch-Kalvárie, který se nazýval až do roku 1728 vrchem Lískovým (Nüssebergel).
Výška Křížové hory-Kalvárie je 443 m.

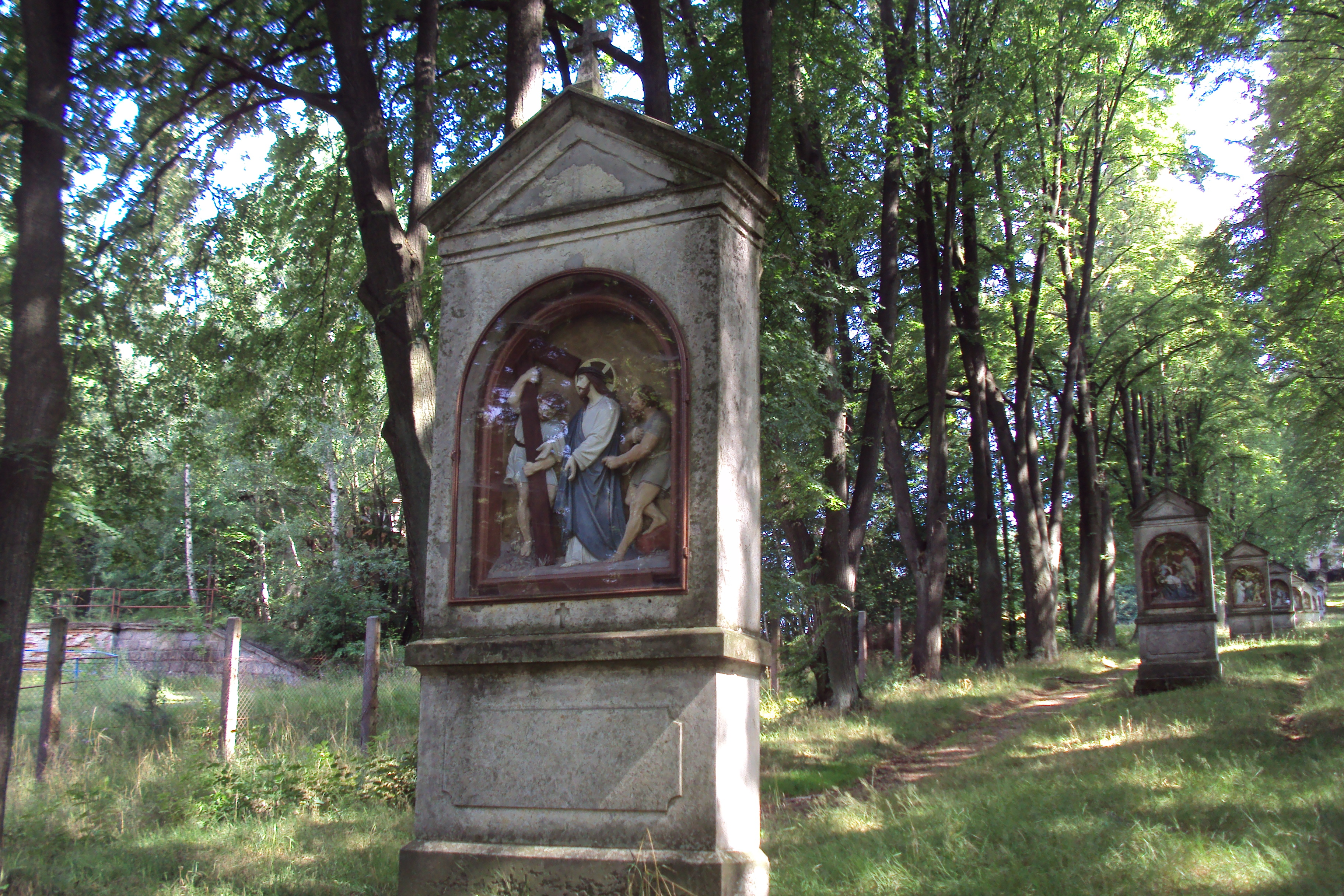
Jedna z kapliček křížové cesty

V první polovině 18. století zde místní obyvatelé začali stavět kříže a budovat kapličky (včetně kaple Božího hrobu z let 1730 – 1742), postavili i poustevnu, kde přebývali poustevníci. Po čase všechny stavby zchátraly. Až v roce 1890 byly kapličky Křížové cesty opraveny či znovu postaveny. Po roce 1945 nastalo znovu dlouhé období chátrání, které bylo ukončeno až v roce 1991, kdy došlo zásluhou města k částečné obnově. Řada soch na vrcholu je však poničena či ukradena. Postupné opravy jsou prováděny stále. Křížová cesta je uvedena na celostátním seznamu kulturních památek pod číslem 18501/5-4524.
V geomorfologickém členění je Křížový vrch-Kalvárie řazen do Cvikovské pahorkatiny, která je okrskem Zákupské pahorkatiny.

## Cestovní ruch
Křížová cesta je na trase vyznačené modrým pásovým značením KČT, která vede ze Cvikova na sever do Lužických hor. Po straně Křížové cesty vede vzhůru místní komunikace (Ústavní ulice). Stoupání je pozvolné, 80 metrů oproti středu města na vzdálenost 1,5 km.